# Brzeźno (województwo warmińsko-mazurskie)
Brzeźno (dawana nazwa Bergling) – osada w Polsce położona w województwie warmińsko-mazurskim, w powiecie olsztyńskim, w gminie Świątki.
W latach 1975–1998 miejscowość administracyjnie należała do województwa olsztyńskiego. Miejscowość leży w historycznym regionie Prus Górnych.
Wieś wzmiankowana w dokumentach z roku 1419 pod nazwą Birkelingk, jako wieś szlachecka na 12 włókach. W roku 1782 we wsi odnotowano 6 domów (dymów), natomiast w 1858 w 9 gospodarstwach domowych było 68 mieszkańców. W latach 1937–39 było 85 mieszkańców.